# 吸血新世紀4：破曉傳奇上集
《吸血新世紀4：破曉傳奇上集》（英語：The Twilight Saga: Breaking Dawn – Part 1）是2011年的一部美國愛情奇幻電影，由比爾·干頓執導，改編自史蒂芬妮·梅爾的同名小說《暮光之城：破曉》。該小說改編的電影是暮光之城系列電影的第四部作品，分為上下兩集發行，此電影是上集，亦是整個系列的倒數第二輯。它是2010年《暮光之城：蝕》的續集，而它的續集是2012年的《吸血新世紀4：破曉傳奇下集》。電影系列中的三位主角姬絲汀·史超域、羅拔·柏迪臣及泰勒·洛納將會延續他們的角色。
隨著系列的作者史蒂芬妮·梅爾擔任該電影的製片人之外，威克·戈弗雷及凱倫·羅森菲爾特也擔任該電影的製片人，電影劇本由梅利莎·羅森堡編寫，她亦是電影系列首三輯的劇本的編劇。電影於2011年11月18日在電影院上映，電影的DVD並於2012年2月11日在美國發行。儘管受到影評人的負面評價，然而這部電影在商業上還是成功的，全球票房超過$7.12億美元。

## 劇情
貝拉·史旺正甜蜜籌備她的婚禮。在婚禮的酒會上，因接到貝拉與愛德華的婚禮邀請卡而激動得離開福克斯的雅各，他終於心平氣和地回來出席婚禮。當貝拉跟雅各在遠處林中共舞時，承認自己跟愛德華計劃在蜜月期間，在她還是人類的時候完婚，這使雅各很憤怒，因為他知道此事將會使貝拉失去生命。山姆和其他狼族成員在雅各變身前把他帶走，而愛德華則陪伴不安的貝拉回到酒會中。
在婚禮酒會後，新婚的二人隨即出發到庫倫家族於巴西的私人島嶼──卡萊爾·庫倫送給艾思蜜·庫倫的小島度蜜月。雖有點遲疑，但二人最終也完婚了。翌日早上，愛德華得知自己弄傷了貝拉後懊惱不已，並發誓在她變吸血鬼前不再跟她親熱，然而貝拉卻堅持認為她很享受這種經歷。她反問愛德華的感覺，愛德華表示那是他有生以來最棒的晚上，貝拉同意。由於愛德華的力量差點把床「拆毀」了，工匠夫婦來到島上進行清理及維修，婦人看出愛德華不是人類（其實早已懷疑），她更預見貝拉很快便會死亡。兩星期後，貝拉醒來後嘔吐，她也註意到她的生理期晚了，更發現自己懷孕了，胎兒正在她肚內以異常速度快速生長。愛麗絲和卡萊爾致電貝拉，問她是否還好。她說自己不確定，並意識到自己已懷孕。愛德華為此擔憂不已，他預料貝拉無法在懷孕後倖存。他告訴她指卡萊爾大概會讓她墮胎，她拒絕，因為她希望保住自己的小孩，並說服羅絲莉的協助，以保護她的想法。他們倆匆匆飛返華盛頓福克斯的家。儘管貝拉懷孕只有兩個星期，但嬰兒迅速長大。
雅各趕到庫倫家，那時貝拉已挺著大肚子，臉色蒼白且體重不足。雅各對貝拉畢健康狀況不佳而感到不安，他說卡萊爾應盡快讓她終止懷孕，使貝拉得以生存。愛德華也不斷游說她墮胎，甚至要求雅各勸她放棄但不成功，貝拉仍堅持要生下這個孩子，倆口子更因此事而吵架。貝拉無視著卡萊爾醫療建議和愛麗絲的預視，繼續懷孕。隨著懷孕的進展，她的健康狀況迅速下降，然後隨著她開始飲用血液以滿足嬰兒的吸血鬼需求，其健康水平迅速改善。懷孕以驚人的速度發展，作為半吸血鬼的胎兒，他比人類的胎兒長大快得多，因此愛德華能夠通過閱讀其思想來跟胎兒建立聯繫。
山姆為首的狼族知道貝拉懷孕後，他們擔心這孩子會威脅到他們族群的安全，因此決議要殺掉嬰兒，必要時就算殺掉貝拉也在所不惜。不過憤怒的雅各以血統（雅各才是真正的首領繼承人）為由拒絕領命並認為那是邪惡計劃而離開族群，塞思和利亞帶著對山姆的怨恨與故意藉此激怒他而決定加入雅各的新族群，起初雅各反對姐弟倆的加入，但為了保護貝拉最終也妥協讓他們加入。
貝拉正在跟愛德華與雅各分享她的嬰兒名字時，她的脊椎突然斷裂而倒下。他們意識到貝拉無法應付懷孕，並且嬰兒正在窒息，因此他們需要開始對她進行剖宮產。因為卡萊爾出外尋找血液，所以由羅絲莉開始手術程序，但由於她的飢餓，手術刀刃上的鮮血極大地誘惑她。雅各制止了羅絲莉，並讓愛德華拿起手術刀完成手術。貝拉在痛苦中失去知覺。手術後貝拉醒來，看到了自己剛出生的女兒，然後選擇以「芮妮思蜜（Renesmee）」作為孩子的名字。不幸的是貝拉因失血過多心臟停止跳動，為了挽救她的生命，愛德華逼不得已只好先向貝拉的心臟注入毒液，將其轉變為吸血鬼，然後咬她的脖子，手臂和腿部，讓她變成吸血鬼，但也不成功。雅各和愛德華竭盡所能使她復活，但無濟於事，她被認為經已死亡。雅各表示不會就此原諒愛德華，隨即跑出屋外，感到懊悔。塞思和利亞出現，他們意識到貝拉將無法生存並告訴狼群。悲痛欲絕的雅各返回屋內，並試圖殺死剛出生的芮妮思蜜但是當他們四目交投時，他看到了她未來的影像，並瞬間意識到她就是自己的「命定對象」，雅各無力地跪了下來，決定不殺死她，成為了芮妮思蜜的保護者。
同一時間，當狼族得知貝拉的死訊後，便對庫倫家族發動攻擊，企圖把芮妮思蜜殺掉。庫倫家族奮力抵抗之時，雅各化身為狼出現，以感應告知山姆指芮妮思蜜是雅各的命定者，山姆一派的狼族因此停止攻擊。因根據狼族律法，被族人命定之人絕不能受到族人傷害，因此他們不能傷害芮妮思蜜。
在大家認定貝拉已死後，眾人為她清理身上的傷口，換上新衣物後離去。此時嗎啡退去毒液終於流注她全身，她身上的傷瞬間痊癒；斷裂的骨頭也「自動接合」，皮膚也回復光滑白哲，以及她所有記憶全都回復過來。翌日清晨，甦醒後的她張開眼睛 — 新生吸血鬼的鮮紅色瞳孔。
片尾彩蛋：伏圖里家族收到來自卡萊爾的信，指貝拉已成為他們吸血鬼家族的新成員，厄洛指出他們與庫倫家族的糾紛還沒有結束，聲明：「他們有我想得到的東西」。

## 演員
- 克莉絲汀·史都華 飾 貝拉·史旺（女主角）[8]
- 羅伯·派汀森 飾 愛德華·庫倫（男主角）
- 泰勒·洛納 飾 雅各·佈雷克（英语：Jacob Black） (第二男主角)
- 麥姬絲·霍兒 飾 芮妮思蜜·庫倫（英语：Renesmee Cullen）
- 彼得·費辛利 飾 卡萊爾·庫倫
- 伊莉莎白.瑞瑟（英语：Elizabeth Reaser） 飾 艾思蜜·庫倫
- 基倫·路斯 飾 艾密特·庫倫
- 妮琪·利德 飾 羅絲莉·海爾
- 艾希莉·葛林 飾 艾利絲·庫倫
- 傑克遜·拉斯波恩 飾 賈斯柏·海爾
- 比利·伯克 飾 查理·史旺
- 莎拉·克拉克（英语：Sarah Clarke） 飾 芮妮·道爾
- 米高·辛 飾 厄洛（Aro）
- 傑米·坎貝爾·鮑爾 飾 凱撒（Caius）
- 基斯杜化·海爾達爾（英语：Christopher Heyerdahl） 飾 馬庫斯（Marcus）
- 達科塔·芬妮 飾 珍（Jane）
- 卡梅隆·布萊特 飾 亞力克（Alec）
- 查理·布雷（英语：Charlie Bewley） 飾 狄米崔（Demetri）
- 丹尼爾·寇德摩爾 飾 菲力克斯（Felix）
- 查斯克·史賓沙（英语：Chaske Spencer） 飾 山姆·烏利（Sam Uley）
- 吉爾·伯明翰（英语：Gil Birmingham） 飾 比利·佈雷克（Billy Black）
- 茱莉亞·鍾斯（英语：Julia Jones）飾 利亞·克利爾沃特（Leah Clearwater）
- 布布·史都華（英语：Booboo Stewart） 飾 塞思·克利爾沃特（Seth Clearwater）
- 奧斯汀·諾蒂（Austin Naulty）飾 狼族成員
- 奇奧瓦·戈登（英语：Kiowa Gordon） 飾 安柏瑞·裘利（Embry Call）
- 布朗森·佩爾提埃 飾 賈德（Jared）
- 邁安娜·布寧（英语：MyAnna Buring） 飾 譚雅（Tanya）
- 瑪姬·格蕾斯 飾 艾琳娜（Irina）
- 美雅·麥哲圖（英语：Mía Maestro） 飾 卡門（Carmen）
- 克里斯蒂安·卡瑪戈（英语：Christian Camargo） 飾 以利沙（Eleazar）
- 諾爾·費雪 飾 弗拉德（Vladimir）
- 茱迪·謝科尼（英语：Judi Shekoni） 飾 莎菲娜（Zafrina）
- 翠絲·哈金斯（Tracey Huggins）飾 辛娜（Senna）
- 雷米·馬利克 飾 班傑明（Benjamin）
- 李·佩斯 飾 嘉瑞特（Garrett）
- 喬·安德森（英语：Joe Anderson） 飾 艾利斯泰爾（Alistair）
- J·D·帕爾多 飾 納胡爾（Nahuel）
- 古里·溫伯格（Guri Weinberg） 飾 斯提凡（Stefan）
- 安琪拉·沙拉菲安（英语：Angela Sarafyan） 飾 提雅（Tia）
- 奧爾多·昆蒂諾（Aldo Quintino） 飾 亞馬遜吸血鬼
- 亞歷克斯·梅拉茲 飾 保羅（Paul）
- 拉蒂夫·克勞德·多斯·桑托斯（英语：Lateef Crowder dos Santos） 飾 山帝亞哥（Santiago）
- 安德里亞·鮑威爾（Andrea Powell） 飾 莎夏（Sasha）
- 唐妮·塔克斯（英语：Toni Trucks） 飾 瑪麗（Mary）
- 安德里亞·加布里埃爾（英语：Andrea Gabriel） 飾 琪比（Kebi）
- 奧馬爾·梅特瓦利（英语：Omar Metwally） 飾 阿穆（Amun）
- 瓦洛里·加里（Valorie Curry） 飾 夏洛特（Charlotte）
- 瑪蘭·巴恩斯（Marlane Barnes） 飾 瑪姬（Maggie）
- 埃里克·奧多姆（Erik Odom）飾 彼得（Peter）
- 麗莎·霍華德（Lisa Howard）飾 西歐班（Siobhan）
- 比爾·坦格拉迪（Bill Tangradi）飾 藍代爾（Randall）
- 帕特里克·布倫南（Patrick Brennan）飾 利安（Liam）
- 阿馬度·利（英语：Amadou Ly） 飾 亨利（Henri）
- 珍妮爾·弗洛里希（Janelle Froehlich）飾 伊維特（Yvette）
- 小坂雅美（Masami Kosaka）飾 俊四郎（Toshiro）
- 瑪麗莎·奎因（英语：Marisa Quinn） 飾 胡蘭（Huilen）

## 製作

### 發展
在頂峰娛樂批准了該系列的第2個和第3個電影改編後，《破曉》的電影討論隨即展開，並計劃電影分開上下集，以及相隔6個月發行。該系列前幾部電影的製片人威克·戈弗雷，在2009年中表示他們有意拍攝《破曉》的電影版，但是該小說系列的作者史蒂芬妮·梅爾，於她《破曉》網站的常見問題解答中進行了解釋指，如果要製作改編本的話，她必須將其分成兩部電影，因為「這本書就是這麼長！」她說如果可以的話會把這本書縮短。她還認為，由於芮妮思蜜不可能整部電影都用同一個嬰兒，因為她是一個完全有意識的嬰兒，「有一件事就是我從未見過，就是看起來很真實的一個電腦合成人類。然而，她也承認電影有可能利用快速推進技術來完成。此外，由於《破曉》成熟與明確的性質，小說支持者與評論家質疑工作室能否把電影維持在PG-13的評級，留意到的是在不斷增長的粉絲基礎下，這電影不應被評為R級。2010年3月，《綜藝》報導指，頂峰娛樂正考慮把754頁的小說分拆為兩部電影，沿用華納電影的《哈利波特與死神的聖物》的做法。根據只有四齣電影的合約，史都華、派汀森與洛納的合約狀態都有問題，這使得分拆的可能性不大。製片人威克·戈弗雷表示，三位主角都簽下一部《破曉》上集的電影合約。
|                | 我很緊張，那裡有好像15人，我可能自1988或87年也真的從未試鏡或進入工作面試。我猜我對它毫無準備...在這個情況下，他們希望我談談他們的項目，這確實需要忠於原著...我說的是關於小說，和我真的說：「好吧，這真好，我們就這樣做。」這就是一個定調，我認為他們過去習慣於其他東西，他們需要，你們那些可能電影試鏡工作的人，有一個40分鐘的演說，可能有些視覺輔助，和關於這個項目將會是如何奇妙的鼓勵性演說。我只是不知道怎樣做。 |
| ——Gus Van Sant | |

2010年3月，有消息指頂峰娛樂正尋找獲奧斯卡獎項提名的導演為電影執導，傳聞已接觸蘇菲亞·柯波拉和葛斯·范·桑，而比爾·康頓傳聞將會為電影執導。2010年4月28日，頂峰娛樂宣布由曾經執導《夢幻女郎》的比爾·康頓將會擔任電影的導演，而威克·戈弗雷、卡倫·羅斯恩費爾特及作者史蒂芬妮·梅爾則會擔任製片。「我很高興有機會將這種傳奇的高潮帶到屏幕上栩栩如生。作為這系列的粉絲都會知道，這是獨一無二的小說，我們希望創造同樣獨特的電影體驗。」比爾·康頓說。康頓談到頂峰娛樂接觸他時，說：「頂峰娛樂的人很好，他們把小說寄給我，我很喜歡，我很快就在資料上留下深刻的印象。」康頓提到的另一個原因是希望跟克莉絲汀·史都華合作。葛斯·范·桑隨後解釋，羅伯·派汀森稱他作為《破曉》的理想導演，就是因為讓他為這個工作試鏡，並形容該試鏡工作為「很傷腦筋」。然而，在比爾·康頓獲聘後，葛斯·范·桑告訴羅伯指自己不獲聘用的背後原因，是因為他的風格與試鏡方式與於製片執行人所需要的不同。
同年6月，頂峰娛樂正式確認第四輯將會分拆成兩部電影，並將於11月開始拍攝工作。上集於2011年11月18日上映，而下集的上映日期將定於2012年11月16日。上集的發布日期為2011年11月18日，而下集發布日期為2012年11月16日。
暮光之城系列小說也有助激勵梅利莎·羅森堡創辦一家以女性為中心的製作公司「高個子女孩製作室（Tall Girls Productions）」，她說「它的章程，這裡有一個，就是會為女性建立一個強者的角色...就好像女蝙蝠俠、女版東尼·索波諾。」她解釋說，儘管她要經過許多小時的辛苦工作，但這正是她想要做的事。
確認上集電影後，頂峰娛樂就一直在註視著第五部電影。在2010年5月，比利·伯克與彼得·費辛利是唯一獲確認為兩集的演員，而其他演員如艾希莉·葛林及凱蘭·魯茲還在為下集進行商議。如果演員推遲不跟他們達成協議，頂峰娛樂不會介意發表正式聲明，就像《蝕》裡布莱斯·达拉斯·霍华德的角色維多利亞一樣。然而，頂峰娛樂在2010年6月確認，第四本小說的兩部分改編將會開始製作，所有主要角色都會很明顯參與，包括庫倫家族及查理都會於兩部分回來。女演員姬斯蒂·伯克（Christie Burke）、雷切爾·聖蓋萊（Rachel St. Gelais）、塞拉·皮特金（Sierra Pitkin）和伊麗莎·法里亞（Eliza Faria）在電影中將飾演不同年齡的芮妮思蜜。
下集將由美國的獅門娛樂發布，那是獅門娛樂與頂峰娛樂合作的成果。

### 拍攝前期
自從首部電影上映後，粉絲及影評人都考慮到小說的成人性質，猜測會否將《破曉》改編成電影。2010年3月，梅莉莎·羅森堡談到改編這本書時說：「這是一個挑戰，很大的挑戰，和我向你保證這不是能讓所有粉絲將會感到快樂的事，我向你們保證當中一些人會的。你必須要放棄讓所有人都快樂的理想，只是那不會發生，但你會希望讓大多數的人會開心。再者，它是講述特定角色貝拉·史旺旅程的最後一本書，這是一個很大的旅程，對她來說是個重大的轉變，和你希望領悟到這一點。」電影裡其中一個引起外界猜測的場景，就是出現於小說中臭名昭著的誕生場景圖像，該場景被評為R—限制級。同年8月，羅森堡回應了這些猜測：「在粉絲網站上，在Facebook，所有留言都是『這就必須評為R級！你必須展示分娩場景！血腥，膽量和性愛！』對我來說，其實看不到的實際上更有趣。你知道的，你可以在不分娩的情況下進行分娩...這並不意味著它會讓人回味。」製片人威克·戈弗雷進一步回應這些猜測，說到由於該系列的核心影迷都不足18歲，「如反對我們的觀眾將它評為R級，這將會是一種罪行」，但他堅持認為這部電影是基於一本成熟的原著，因此更多的進步與複雜性是需要的。
在改編這樣成熟的小說中必要的複雜性而必須作出妥協，和需要維持在PG-13的評級，羅森堡表示這場景會從貝拉的角度麵展示。戈弗雷形容那場景說：「她正翻開陰霾，經歷著痛苦，和過往她身邊發生的事情都奔向她，我們只會看到她看到的東西。」
|                                 | 你從開始到結束，這些角色之間的情感之旅是甚麼呢，最重要的東西那就是要捕捉，也是唯一可以捕捉的事。一切的事都要抓住，但你必須把這些角色帶到跟小說相同的情感歷程當中，因此將觀眾帶到與小說中同樣的情感之旅就是我們的目標，你會希望自己能實現這一目標。 |
| ——《破曉》的編劇，梅利莎·羅森堡 | |

2010年6月，羅森堡於接受採訪時表示，由於她的劇本仍處於起草階段，因此尚未決定在哪裡把電影分割。「我認為應該把它歸結為貝拉是人類和貝拉是吸血鬼」她說，暗示著潛在的分界點。她認為康頓可能不會同意這說法，她解釋說指最終決定也是取決於他。2011年1月下旬，戈弗雷確認「上集」將會涵蓋婚禮、蜜月、懷孕和出生，在她變成吸血鬼之前就結束了，正如電影製片人想要「把觀眾帶入貝拉成為吸血鬼的那段旅程中」。《下集》將會隨著她的轉變，她的吸血鬼生活「首個使人振奮的時刻」，以及跟伏圖里家族的最後對抗。戈弗雷還確認上集將沿用小說脫離了貝拉而轉到雅各視角的故事情節。他解釋說：「從某種意義上說，當貝拉與庫倫家族處理她懷孕的事時，外面的世界仍跟雅各一起轉動。」然而，作者梅爾在2011年3月接受《今日美國》的訪問時表示，當貝拉以吸血鬼的身分睜開眼睛時，「上集」將會結束。
在2010年8月，梅莉莎·羅森堡指《上集》和《下集》的劇本已完成了75%至85%。她發現《下集》裡最終場景的劇本遇到重大的挑戰是：「那場最後決鬥是個巨大的挑戰，因為它長達25頁」，她說。「這個幾乎是三位主角本身的完整故事，你需要追蹤數百個角色（所有東西都保持在同一個設定上）。這是編排在頁面上跟導演比爾·康頓在舞台上是一個巨大挑戰。」她寫了各種埸景的草稿，但還未跟康頓修改或討論。她說：「下一個障礙就是跟特技人員坐下來，和建立那芭蕾舞步。這是有大量的工作要做，使我筋疲力盡，但我們的原意是想寫一個最好的劇本。」威克·戈弗雷稱《上集》是「新婚緊張發生的陣痛，即使是在幻想電影也可發生的事情，婚姻不是他們所想的那種經驗」；而《下集》則是「以生死作風險賭注的動作片」。導演康頓認為《上集》是作為嘉芙蓮·赫域姬真正的姊妹篇電影，他解釋指就像一切都在那裡建立，在這裡得到解決。我想你也會發現到，電影的風格與這齣電影是很互相呼應的。
戈弗雷曾考慮以3D電影發行《下集》，為了區分貝拉成為吸血鬼前後的時間，此事最初為《蝕》提出的想法，但卻表示這個由導演康頓決定。然而，他說若以3D形式發行下集，他想利用適當的裝置以「真實3D」進行拍攝，例如是2009年的《阿凡達》，而不是像2010年的《人‧神‧魔戰》般在後期製作中將電影轉換為3D。

### 拍攝
為了維持《破曉》的上集與下集在合理的預算之內，即使該預算大大超越了該系列的前幾輯，電影大部分都是在美國路易斯安那州的巴吞鲁日周邊地方及巴吞魯日的凱爾特工作室（Celtic Studios）拍攝。在路易斯安那州拍攝可提供更大的稅務減免，這樣對頂峰娛樂般的小規模工作室會較有利。他們在2010年7月9日的新聞稿中公布，電影將於巴吞鲁日、尤克盧利特及溫哥華取景，而婚禮場景是在不列顛哥倫比亞省的史戈米殊拍攝的，也有在不列顛哥倫比亞省的彭伯頓附近進行拍攝。兩個部分都會當作一個項目進行連續拍攝。電影試圖保持其PG-13的評級，和不會採用任何小說中陰森的的場景。姬絲汀·史超域確認，那個誕嬰場景並非如小說所描述般怪誕，以及她也沒有「吐血」，雖然導演比爾·康頓稱他們拍攝的一切都是「盡他們所能和具說服力的」。儘管有很多報導指演員們威士拿，但在威士拿本身並沒有進行實際的拍攝，但位於小鎮的北部（彭伯頓）和南部（史戈米殊）的附近。眾演員都分別住在威士拿的四星級和五星級酒店，而劇組人員則住在彭伯頓及史戈米殊。
主要拍攝在2010年11月1日於巴西正式展開，地點分別在里約熱內盧及帕拉蒂。首個場景是在里約熱內盧的拉帕區（Lapa District）拍攝了一整晚。頂峰娛樂租了一個長街區進行拍攝，他們向居民支付了50到500巴西雷亞爾（約$50到$500美元）以禁止狗仔隊或粉絲從他們的窗戶俯瞰拍攝。此外，他們還向酒吧和餐館的老闆支付10,000和20,000雷亞爾（$6,000至$12,000美元）的報酬，以便於晚市時間保持著關門的狀態，來消除噪音並提供一條街道以便拍攝。
拍攝後來移師到里約熱內盧的帕拉蒂，在那裡拍攝蜜月場景。據帕拉蒂的旅遊局所述，拍攝於塔誇里區（Taquari）取景，毗鄰一個不知名的瀑布，和位於豪宅所在的馬曼瓜灣（Mamangua Bay）及Saco do Mamanguá沙灘。拍攝的每天都下著雨。在11月下旬，拍攝移師至路易斯安那州的巴吞鲁日，那裡的大部分室內場景都是在片場系統及一間屋內的攝影棚內拍攝。史超域需要以濃妝艷抹來使她看起來很瘦削和蒼白，以顯示她正經歷懷孕過程中被胎兒踢斷骨頭的情況。演員們跟梅爾、一名助產士和一名醫生為嬰兒誕生場景進行了長時間的技術性部分的討論後，尤其是如果這種情況可能在現實生活中發生的話，愛德華是否應該用他的嘴去咬貝拉的胎盤，那場戲花了兩晚的時間來拍攝。一個電腦合成的嬰兒用於拍攝剛出生的雲妮斯美的幾個場景。演員和劇組花了兩個月的時間在綠屏房間拍攝下集尾段的人造雪效果。據悉，有些場景也是在巴吞鲁日的阿仙奴公園（Arsenal Park）以綠屏拍攝。
在二月下旬至三月初，大多數外景拍攝以及貝拉的吸血鬼場景都在加拿大進行拍攝工作。首個在加拿大拍攝的地點是在溫哥華。然而，由於2011年3月11日發生2011年日本東北地方太平洋近海地震引起的海嘯通報，演員及劇組人員都撤離了現場。電影發言人托尼·阿特伯里（Toni Atterbury）表示，為安全起見「劇組已轉移到更高的地方」，和「拍攝延遲了幾個小時，但當天的工作已完成了」。因此，拍攝遷到史戈米殊，但有些場景則在溫哥華的奧芬劇院拍攝，溫哥華警察覆蓋了劇院的所有入口以進行拍攝工作。
《上集》的婚禮場景在嚴密的保安下被拍攝，拍攝現場上空有一輛直升機在佈景上方盤旋，拍攝現場以床單及雨傘作保護，以防被高空偷拍；場外有一班休班警員包圍著，該幕亦是演員及工作人員拍攝的最後一幕。姬絲汀·史超域在《聖地亞哥國際漫畫展2011》上談到這場婚禮場景，她稱其為「瘋狂」，她接著說，這是「秘密服務風格。劇組人員有著令人難以置信的不便，沒有手機等等。他們想讓那禮服保持神秘。」關於那件婚紗，史超域被關在房間裡，穿著伏圖里的斗篷來覆蓋那婚紗。史超域進一步談到拍攝現場，說：「我想跑下完這個通道，我簡直想推開比利·伯克就跑，現在這是觀看這婚禮場景的一個旅程 — 那就是太變化無常和情緒化的 — 我就是如此瘋狂的一個人。」她認為在路易斯安那州的拍攝是「更多的情感，更以現實為基礎，並非小說中的甚麼」。導演比爾·康頓談到這件事時說：「我們拍攝的最後一幕是婚禮上雅各與貝拉共舞的場景，鏡頭最後是雅各離開。我大叫停機，然後姬絲汀大喊：『雅各！』然後她掀起禮服，並開始追著他走進樹林，說：『回來吧！別走！』。」
2011年4月15日，大部分演員已完成電影的拍攝工作。然而在4月22日，有指在加勒比海的聖托馬斯島拍攝相信是適合作為蜜月的其他場景，這是正式拍攝的最後一天。史超域與柏迪臣和工作人員整天都在海裡拍攝，眾人後來在沙灘上喝著雞尾酒並看日出。對於拍攝的最後一天和作為貝拉的最後一刻，史超域指：「在這一幕之後，我真正的最後一場戲，我覺得我可以飛向夜空，我身體上每個毛孔都發亮。我感覺到比我在生命中感受過的輕鬆還要輕。」柏迪臣認為這一天真是「太神奇了」，然後就說：「然後我問自己為何在這四年來沒有這樣做。每一個困難時刻頓時都消失了。」
《上集》的連續鏡頭是在2011年8月13日於英國的Empire Movie Con進行補拍。

### 服裝設計
在2010年10月，電影公司公布由米高·威爾金森擔任電影的服裝設計師。然而，貝拉的婚紗是由威爾金森以外的人設計。梅爾對這件衣服的形容是「比較愛德華七世時代飾有褶邊的東西更為簡單的風格...雅緻的白色緞子，斜紋的剪裁與長袖。」起初，據說扎克·波森是貝拉婚紗的設計師，然而波森於Twitter上證實消息是錯誤的，他說：「我聽到貝拉／吸血新世紀的謠言，只是這樣。我的設計是真正的女人而設，就像姬絲汀·史超域和安娜·姬妲妮。」2011年4月，頂峰娛樂宣布卡羅琳娜·埃雷拉是這件婚紗的設計師。史超域形容那件婚紗很緊，但仍然都很喜歡它，並認為「它非常漂亮」。梅爾向《今日美國》表示那件婚紗是個「有趣的組合」，指它有「復古的氣息，但同時也有鋒芒」。
至於愛莉絲的伴娘禮服，它的設計師仍然是不明的，但據推測可能是由威爾金森設計。艾希莉·葛林形容那件伴娘禮服為「神奇而美麗」，談到設計的過程，她說：「我們希望所有伴娘在一起試穿及能夠也有自己的身份。所以，我們取材自愛莉絲過去的一點東西，並把它放到其伴娘禮服裡。」各女演員的禮服都加入了緊身衣，但在拍攝期間全都移除了，因為女演員們穿上後跳舞時覺得很不舒服。
阿爾弗雷德·安傑洛被指定為貝拉婚紗的獨家官方授權製造商。該婚紗將成為貝拉婚紗的複製品，及以「阿爾弗雷德·安傑洛以吸血新世紀新娘」的品牌銷售。該婚紗於2011年11月下旬隨著《上集》電影推出而揭曉，並於阿爾弗雷德·安傑洛的旗艦店與全球的獨賣零售店有售.。

### 後期製作
在2010年10月，導演康頓公布奧斯卡得獎的視覺效果總監約翰·布魯諾與他的團隊將會將負責《破曉》的視覺特技效果，當中包括在下集裡展示雲妮斯美人生不同年齡階段的視覺特效。由於亞當·霍華德（Adam Howard）於電影《社交網絡》中處理與這齣電影類似問題的傑出表現，他在2011年2月下旬加入到《破曉》的視覺效果團隊，以協助創作雲妮斯美的視覺效果。導演康頓透露小演員麥姬絲·霍兒的臉部和表情，將會以數碼方式融入飾演該角色的不同小演員身上，以貫穿她人生中的不同階段。康頓談到這個過程時說：「有時它是很困難的，因為其他小演員實際上就在這裡，而我們想要的只是類似麥姬絲的表情之類的東西，所以這是非常具體的技術性問題，當我們製作的時候，我也在學習，而我們也做到了。但我不得不說這些女孩真的很專業。」此外，特效也被用於說明下集的最後戰鬥部分的連續場景，用以說明吸血鬼之間的無形力量與武力。
總部在蒙特利爾的Modus FX公司為《上集》創建了精妙的電腦合成（CG）特效，它創造了非寫實的效果來強調眾主角的超自然力量，而不會使他們過於明顯或引人注目。一組由12位藝術家組成的團隊花了6個星期的時間為電影工作，拍攝內容包括製作貝拉懷孕時隆起的腹部，由於姬絲汀·史超域在拍攝婚禮場景時受傷，她需要戴手腕托物，在拍攝其他場景時需要除去，並使用各種化妝品巧妙地修飾。貝拉的懷孕對Modus FX公司來說是一項挑戰；製作團隊希望能夠做到胎兒在她的肚裡移動和踢，所以演員們和攝影師需要配合攝影機的移動、燈光，甚至是膠片顆粒都需要隨著姬絲汀皮膚的細微之處來捕捉。對此，CG主管馬丁·佩萊捷（Martin Pelletier）說：
|  | 對於這個項目，我們必須真的快些轉虧為盈。我們利用場景中非常複雜的照明裝置，加上3D電腦圖層，和她腹部的一個匹配移動裝置，讓她看起來就像懷孕那樣。我們在剛開始的時候就不急於得到正確的方法，而我們開始工作後，效率得到了回報。我們很快就能夠轉虧為盈，每天完成幾個鏡頭。 |

在婚禮的場景，攝影機就聚焦在姬絲汀·史超域與羅拔·柏迪臣身上。由於姬絲汀的手腕有輕傷，她需要在拍攝當日戴著護腕來拍攝，因此，Modus FX公司被要求創建手部的CG模型，然後精巧地製作一個裝置來產生自然的動作，當它完成後，手部的每分鐘動作都必須完全準確地配對得到。那旋轉的聚焦鏡頭拍攝總計達300幀，因此需要精巧的攝影機與追蹤的人物。Modus FX公司利用次表面散射以準確捕捉她的皮膚局部的半透明部分，使它看起來更真實。該公司負責人佩萊捷解釋全說：「追踪特別具有挑戰性，因為當他們正拍攝時，他們並沒考慮到這為一個特效鏡頭，該序列並沒有相機元的相關數據轉換。」解決方案是進行一系列仔細的手動調整，直至光源正確地複製到裝置上。
導演康頓於7月表示，《上集》的電影剪接將在幾星期內完成，但視覺效果仍在發展階段當中。威克·戈弗雷後來說它們是「非常接近《上集》的鎖定畫面」，其播放時間也相等於《吸血新世紀》、《新月》和《蝕》的長度，因此長度大約是兩個小時。幾個星期後，戈弗雷宣布他看過這部電影的許多剪接片段，並稱它為「已經是難以置信地強大...它肯定抓住了小說所捕捉的。」關於MPAA評級的主題上，戈弗雷說工作室「尚未有文字上的評級」，但堅持認為它將被定為PG-13。康頓進一步討論說：「我認為這是一個很好的挑戰，因為字面上被評為R是顯示它及你想給自己定下這規則：「我不想表示，它不會是正面的裸體，沒有人會願意這樣做。」他補充說：「我們不會想再次在牆上出現血濺，但會是自然的。它實際上成為一個有趣的挑戰，確保你毋須臨床上看那些東西但有著相同的經歷，我認為這樣會比較好。」
《下集》的後期製作預計在12月開始。此外，康頓提到下集的長度將會是112分鐘。

### 電影音樂
2011年1月14日，電影公司宣布《吸血新世紀》作曲人的卡特·柏韋爾，他將會回歸為最後兩集電影創作配樂。上集的電影配樂是在9月上旬於倫敦的艾比路錄音室錄製。分別為《新月》及《蝕》配樂作曲的亞歷山大·達士勒及侯活·梭爾恰巧在原聲專輯錄音時正在倫敦，他們停下來探訪卡特·柏韋爾。
同年7月，導演比爾·康頓表示，他們仍在就原聲配樂進行會談商議，並且有15首歌曲可供選擇，但尚未跟任何藝人簽約。他還暗示指這是一個好機會讓劇組中具音樂才華的演員於配樂中作特寫演出，如羅拔·柏迪臣、傑克遜·拉斯波恩、布布·史超域及占美·金寶·鮑華也有機會。美國搖滾樂隊Evanescence表示有興趣於《破曉》的配樂中加入一首歌，樂隊的鼓手威爾·亨特說：「我已為新曲《My Heart Is Broken》尖叫了，因為我認為它很適合那個故事。」而樂隊的主音艾米·李也認同，她並補充說：「我認為那太棒了，真的。」同樣值得注意的是，該樂隊曾經把歌曲放到《吸血新世紀電影原聲碟》中，然而頂峰娛樂並不贊成他們推介的歌曲。不幸的是，Evanescence的歌曲最終不能成功在配樂大碟中出現。
2011年9月22日，官方確認該曲目的主打單曲是由美國流行歌手般奴·馬斯的歌曲《It Will Rain》作為專輯號召，它於同年9月27日在iTunes上獨家發行。原聲大碟的曲目於9月26日揭曉，是該系列的第一張沒有收錄英國搖滾樂隊Muse歌曲的原聲碟，然而該系列的前三輯電影原聲碟也有收錄他們的歌曲於其中。在宣布原聲大碟的藝人名單後，唯一出現在原聲配樂的演員只有飾演「嘉雯」的美雅·麥哲圖。
《上集》的電影原聲專輯於於2011年11月8日發行。
《吸血新世紀4：破曉傳奇上集的原聲大碟》原聲帶曲目
| 普通版原聲大碟 | 普通版原聲大碟                                                                | 普通版原聲大碟           | 普通版原聲大碟                                                        | 普通版原聲大碟 |
| 曲序           | 曲目                                                                          | 作曲                     | 場景                                                                  | 时长           |
| -------------- | ----------------------------------------------------------------------------- | ------------------------ | --------------------------------------------------------------------- | -------------- |
| 1.             | Endtapes （終幕磁帶）                                                         | The Joy Formidable       | 在片尾的第一首歌曲，Volturi場景於字幕中途出現之前。                   | 4:10           |
| 2.             | Love Will Take You（讓愛帶領你）                                              | Angus & Julia Stone      | Eleazar、Carmen與Irina與Bella及Edward在婚禮酒會上對話。               | 4:31           |
| 3.             | It Will Rain（天將下雨）                                                      | Bruno Mars               | 在片尾字幕的第三首歌曲。                                              | 3:47           |
| 4.             | Turning Page（翻到下頁）                                                      | Sleeping at Last         | Bella及Edward在蜜月期間親吻和親熱。                                   | 4:16           |
| 5.             | From Now On（從此刻開始）                                                     | The Features             | Bella及Edward在蜜月期的蒙太奇。                                       | 3:22           |
| 6.             | A Thousand Years（千年之愛）                                                  | Christina Perri          | 在片尾字幕的第四首歌曲。                                              | 4:48           |
| 7.             | Neighbors（夥伴）                                                             | Theophilus London        | Jacob於Bella與Edward的婚禮酒會上發瘋。                                | 3:57           |
| 8.             | I Didn't Mean It（我沒有這意思）                                              | The Belle Brigade        | 在片尾字幕的第二首歌曲，Volturi場景出現時。                           | 3:35           |
| 9.             | Sister Rosetta（羅賽塔姊妹）（2011 version）                                  | Noisettes                | 原版播放於Bella準備與Edward度蜜月的晚上。                             | 2:59           |
| 10.            | Northern Lights（北極光）                                                     | Cider Sky                | Jacob與Bella在婚禮酒會附近共舞。                                      | 3:50           |
| 11.            | Flightless Bird, American Mouth (Wedding version) 折翼鳥兒 美國河口（婚禮版） | Iron & Wine              | 原版播放於Bella與Edward在婚禮上宣讀誓詞並親吻的時候。                 | 4:28           |
| 12.            | Requiem on Water（水中安魂曲）                                                | Imperial Mammoth         | Bella在發現自己懷孕並獨自一人的時候。                                 | 2:24           |
| 13.            | Cold（寒冷）                                                                  | Aqualung & Lucy Schwartz | 懷孕和生病的Bella在Cullens家族與狼族的照顧下睡著／Bella看著她的身體。 | 3:41           |
| 14.            | Lloverá（雨天）                                                               | Mía Maestro              | Bella與Edward於蜜月期間在月光下游泳。                                 | 5:14           |
| 15.            | Love Death Birth（愛·死·生）                                                  | Carter Burwell           | 在整齣電影的各種場景中出現。                                          | 6:05           |
| 总时长：       | 总时长：                                                                      | 总时长：                 | 总时长：                                                              | 61:38          |

| 豪華版原聲大碟 | 豪華版原聲大碟                                       | 豪華版原聲大碟   | 豪華版原聲大碟                            | 豪華版原聲大碟 |
| 曲序           | 曲目                                                 | 作曲             | Scene                                     | 时长           |
| -------------- | ---------------------------------------------------- | ---------------- | ----------------------------------------- | -------------- |
| 16.            | Like a Drug（殺手的聲音／如藥一般）                  | Hard-Fi          | 所有人在Bella與Edward的婚禮酒會上跳舞。   | 3:41           |
| 17.            | Turning Page (instrumental)（翻到下頁）（純音樂版）  | Sleeping at Last | Bella走向婚禮的通道。                     | 4:17           |
| 18.            | Eclipse (All Yours)（月蝕-所有你的東西）（純音樂版） | Kevin Teasley    | Bella與Edward的婚禮酒會上樂隊演奏的歌曲。 | 4:03           |
| 19.            | 千年之愛 (短片)（clip）                              | Christina Perri  | N/A                                       | 3:28           |

## 市場

### 推廣

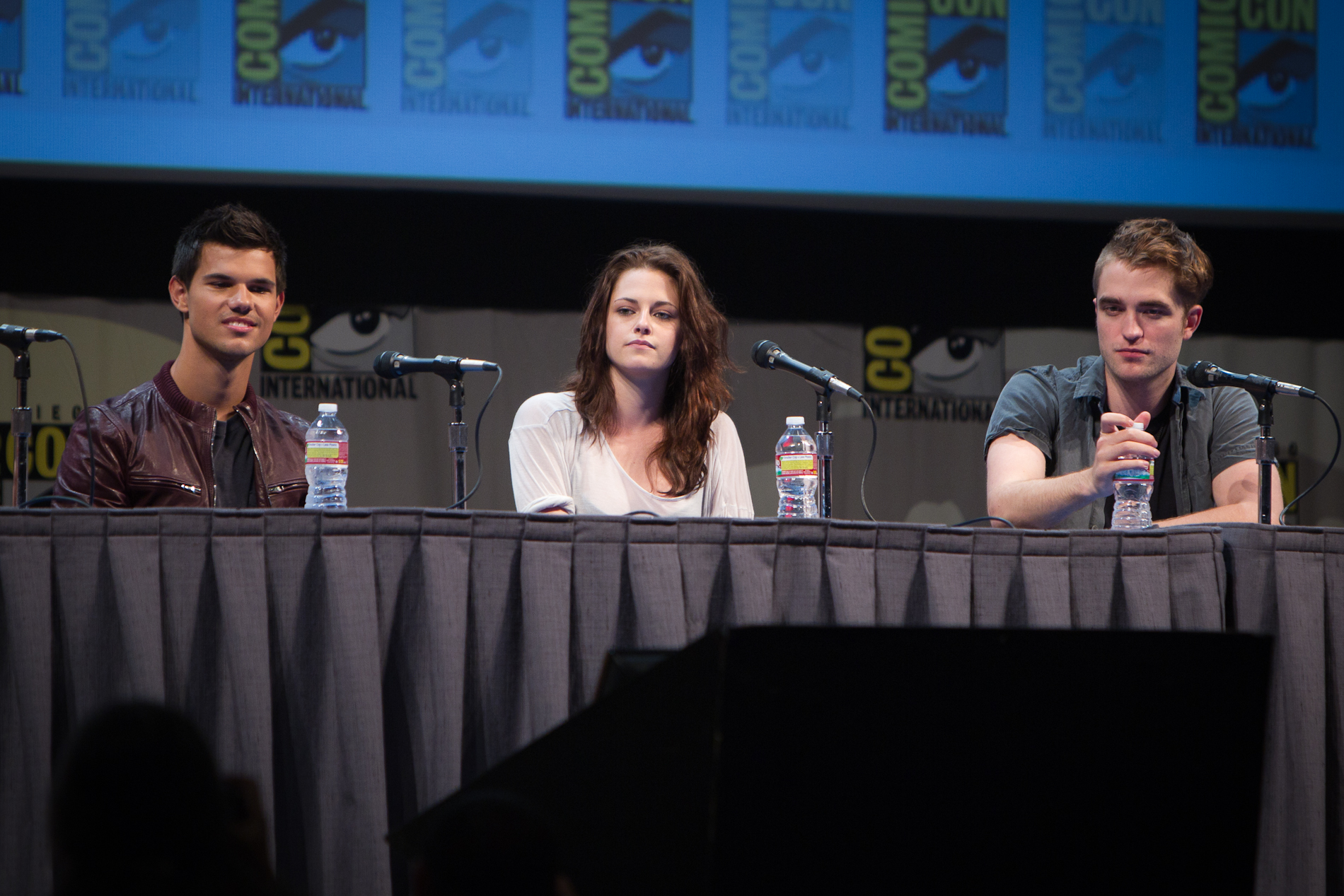
(由左至右) 泰勒·洛納、姬絲汀·史超域及羅拔·柏迪臣於2011年的聖地牙哥國際漫畫展上推介電影。

《破曉》的預告海報於2011年5月24日發行。頂峰娛樂於在6月2日推出預告讓粉絲先睹為快後，在6月5日的MTV影視大獎當晚發布第一支官方預告片。該預告片在頒獎禮開始前不久於網上發布，然後在廣播期間於電視首播。
2011年7月21日，頂峰娛樂在聖地亞哥國際動漫展（Comic-Con）的H展覽廳舉行了一個專題討論小組，為的是推介《上集》電影。專題討論小組吸引了6,500名粉絲出席，門票被搶購一空。導演康頓、史超域、柏迪臣及，洛納都出席了專題小組討論，他們都回答了粉絲的提問和播放了電影的獨家剪輯。演員們於清晨抵達會場，並為午夜紮營等候的粉絲親筆簽名和贈送海報，以及在頂峰娛樂的攤位中向他們提供《暮光之城：破曉（上集）》角色交換咭的活動。《上集》電影的連續鏡頭於8月13日在英國的《帝國電影展（Empire Movie Con）》上放映。
2011年9月8日，雅虎電影發布了電影的兩張海報，以及在9月13日（貝拉的生日當天）率先放映劇場版的預告。娛樂新聞電視節目《走進荷李活》在9月9日發布了電影的一段15秒預告片。此外，世界各地的戲院舉行了「暮光之城星期二」的活動，《暮光之城系列》的各集都會於逢星期二上映，直至11月18日最新的一輯正式上映為止。在電影的Facebook上，各集的電影預告片也有發布。
此外，阿爾弗雷德·安吉洛於同年11月15日為選中的49名粉絲舉辦一個《上集》的私人放映會，並於兩天後透過抽獎活動為20名朋友舉行另一個的私人放映活動。

### 洩漏
當拍攝在2010年11月7日於巴西里約熱內盧的帕拉蒂及拉帕區（Lapa District）開始時，網上就洩露了一批相片與連續鏡頭的錄像。頂峰娛樂透過從YouTube、粉絲網站及八卦網站的相片和錄像以回應洩漏的報導。
在2011年1月13日，有娛樂周刊在雜誌正式刊登前於線上文章披露了姬絲汀·史超域與羅拔·柏迪臣於戲中的蜜月場景。2011年3月31日及4月1日，一段14秒的短片及大量低質素的相片衝擊互聯網，該大規模的洩漏引發了狂熱粉絲的回應及猜測該電影將無法維持PG-13的評級。頂峰娛樂針對洩漏事件而發表了官方聲明：
|                                                   | 你們當中有些人可能會知道，《暮光之城：破曉》製作期間的那些圖片與屏幕截圖是於網上洩露，我們都為這齣電影感到非常自豪，同時也非常痛心在這階段看到它。這齣電影和那些圖片也還未準備好，或在適當的背景之下。他們都是非法獲得這些東西，他們過早傳播會令演員們感到深深不安。電影製片人及頂峰娛樂都十分努力希望於2011年11月與2012年的11月實現為各位帶來這兩齣電影。所以，那些張貼圖片與短片的人，請停止你們的行為，雖然誘惑性很高，但請不要查看或廣傳那些東西。敬請期待這齣美麗而完整的電影呈現於你眼前來震撼你。 此致 |
| ——史蒂芬妮·梅爾、比爾·康頓、威克·戈弗雷與頂峰娛樂 | |

此外，首支預告片在《MTV影視大獎》上首次亮相的幾個小時前於網上洩露。

#### 訴訟
2011年8月1日，頂峰娛樂發布一則新聞稿，宣布已確定有關2011年3月31日及4月1日對電影《暮光之城：破曉》作出大規模相片和錄像洩漏事件的涉嫌人，以及他們決定對此採取法律行動。頂峰娛樂聲稱洩漏事件是源自阿根廷的波薩達斯（Posadas），但由於可能還有其他人牽涉其中，因此調查工作仍在進行中。後來，頂峰娛樂唯一提及的名字，是一個居於波薩達斯，名叫戴安娜·桑蒂亞（Daiana Santia）的女人，據稱她曾參與盜取相片和短片的團隊之中。
頂峰娛樂已在美國及阿根廷提出民事訴訟，而刑事行動也同時在阿根廷提出。頂峰娛樂聘請了Keats McFarland & Wilson LLP律師事務所搜尋南美、北美、歐洲及澳洲這四大洲，以尋找洩漏事件背後的人。
另一方面，桑蒂亞在她所居住的城鎮裡舉行記者招待會，否認有關頂峰娛樂對她的指控。她聲稱她只是「瀏覽互聯網時」看過那些圖片，並沒有將它們傳給任何人。她還指自己沒有登錄任何地方看到它們，並否認自己具有駭客技術方面的知識，她明確地指自己「絕不被視為『黑客』，因為（她）除了簡單的用戶級別外，沒有其他電腦技能。」由於電影製片人對她個人的誹謗及持續作出不斷的騷擾，他們一直不斷要求桑蒂亞讓他們檢查她電腦的硬碟，以確定是否還有相關圖片於電腦中，她亦多於一次拒絕拒絕接受檢查。她的律師確認桑蒂亞及她的家人正在考慮向頂峰娛樂提出反訴，儘管她不止一次聲言自己是無辜的，而她的電腦包含著其私人資料，她的律師證實她與她的家人正考慮反控告頂尖娛樂公司「侵害私隱及個人權利」。
頂峰娛樂對記者招待會的正式回應說：「首先和最重要的是，這不是因為貪婪，或是工作室要欺凌一個阿根廷小鎮上的女子—相反，它是關於透過非法進入私人／安全伺服器，以及個人電子郵件帳戶盜取秘密和敏感的材料。」頂峰娛樂詳細說明了該案件，該工作室自2011年5月以來一直跟桑蒂亞聯繫，但「就他們而言，沒有解決方案或進一步在他們那部分作出真誠的努力，因此餘下的唯一選擇是採取法律行動，以確保桑蒂亞女士不再擁有任何形式的圖片和短片。」
頂峰娛樂為回應而宣布了以下的主張：
|  | 具體來說，桑蒂亞女士在2011年6月8日於她的律師在場的時候供認，她曾在幾個月內透過系統攻擊以進入伺服器及電子郵件帳戶，來盜取相片、未完成處理的圖像及錄像的連續鏡頭。此外，這裡還有無可爭辯的證據，指她直接鏈結到未經授權登錄的IP地址。她的舉動似乎是有預謀的，並非一時的念頭，而是需要利用科技與戰術，還需要時間和技巧。然而由於桑蒂亞女士不願意合作，頂峰娛樂無法跟桑蒂亞女士及其於阿根廷的代表私下解決此事。 |

## 家庭影院
根據娛樂網站《MovieWeb》指出，上集的DVD與藍光影碟於2012年2月11日推出上市。這兩個版本均包含一些額外的功能，例如貝拉和愛德華婚禮的影片、快速跳轉到喜愛的場景，以及導演比爾·康頓的聲音評論，以及6段製作特輯。電影的DVD與藍光影碟是由環球影業發行。在北美地區的DVD銷售中，上集已售出超過5,234,876張，目前的總收入為$94,845,346美元。電影的「加長版」於2013年3月2日發行，這個版本增加了7分鐘的連續鏡頭，使電影的片長增加124分鐘，當中包括8個額外場景、兩個丟失的場景和三個備用場景。

## 反應

### 票房
《暮光之城：破曉（上）》於北美的票房賺得$281,287,133美元，而其他國家的票房則賺到$430,884,723美元，帶來全球總收入達$712,171,856美元。電影於全球的周末首映獲得$291,000,000美元的收入，標誌著有史以來全球最大的開畫電影的第十位。它成為了該專營權的創紀錄時間，在12天內達到$5億美元的全球銷售量的紀錄。它被評為2011年全球最賣座的電影的第四位，並成為該電影系列最高票房的第二位，該電影亦曾列於全球最高電影票房的第50位。

#### 北美
《暮光之城：破曉（上）》於2011年11月18日在4,061個戲院上映，預計於開畫的週末最少可賺得$1.4億美元的收入。這電影於午夜放映賺得$3,025萬美元，那是當時有史以來深夜場次最高票房的第二位，僅次於《哈利波特：死神的聖物Ⅱ》的$4,350萬美元，以及成為該系列中最高的午夜票房紀錄，直至被《下集》超過$3,040萬美元的總收入所超越。在上映首日，電影票房以$7,160萬美元（包括午夜放映）於在票房榜上名列前茅，成為有史以來最高首映票房及單日票房的第五位。在首個上映的周末，《上集》以$1.381億美元的票房奪冠，亦是該系列電影第二高的開畫周末，僅次於該系列另一電影《暮光之城：新月》的$1.428億美元，成為繼《飢餓遊戲2：星火燎原》、《新月》及《下集》後，同樣於11月開畫電影的第四位，這也是有史以來開畫周末第十高的電影。
在北美，電影是2011年開畫週末最佳電影的第2位，成績僅次於《哈利波特：死神的聖物Ⅱ》的1.692億美元，電影於第二個為期三天的長周末假期保持著首位，收益下跌了70%至4,190萬美元，並在為期五天的感恩節周末賺得$6,180萬美元。《上集》於上映的連續三個週末排名保持在第一位，創下《吸血新世紀系列》最佳的第三週末$1,650萬美元的總收入。截至2012年2月23日為止，電影的收益為$2.813億美元，成為了2011年票房第三高的電影。它也是該系列中票房第三高的電影，僅領先第一輯電影的$1.928億美元。隨著電影《寫出友共鳴》，並成為2011年三度蟬聯週末票房冠軍的第二部電影。

#### 北美以外地區
電影在開畫首兩天從5個市場裡已賺得$890萬美元的收益。在首個上映周末結束時，電影於54個市場約9,950個地點中賺得$1.529美元，創下新的專營權紀錄。電影最大的首次演出是在英國、愛爾蘭及馬耳他，獲得£13,910,877英磅（約$2,200萬美元）的收入，這是該電影系列新高的數字，同時也是許多歐洲和拉丁美洲的一個龐大數字。它連續3個周末在北美以外地區的票房仍然排在首位的位置
。電影票房收入達4.238億美元，這是該系列票房最高的電影，也成為2011年最賣座的電影票房第六位。僅次於北美的最高收入地區，是英國、愛爾蘭及馬耳他（約$4,880萬美元）後，其次是巴西（約$3,500萬美元），和德國（約$3,310萬美元），這些成為票房最高的地區。
台灣方面，電影於全台的總票房收入為新台幣$1.24億元。

### 反響
《上集》電影從評論家獲得普遍負面的評論。評論綜合網站《爛蕃茄》報導指，只有約25%的評論家（統計206個評論）給予該電影的正面評論，平均得分為4.35/10，而網站的關鍵共識寫道：「節奏緩慢，沈悶沒趣和裝作無意的幽默時間，《上集》可能只滿足到《吸血新世紀系列》的要求，但這完全是針對忠實的粉絲而設。」它於評論網站《Metacritic》，它根據36個評論，給予電影的評分為45/100。該電影是繼《新月》之後，成為系列中評分最低的一輯。《CinemaScore》的觀眾給電影的評級為「B+」，觀眾中女性佔80％，21歲以上佔60％。只有女性觀眾給予電影經改進的「A-」等級。
《獨家電影（Movie Exclusive）》的加布里埃爾·莊（Gabriel Chong）給電影4/5顆星，他讚賞電影的對話、婚禮及動作場景，尤其是比爾·康頓的執導方向，他指：「在較差的導演手上，事件的轉折很有可能會成為鬧劇—值得慶幸的是，這部電影找到康頓這個精湛的舵手。」他接著讚賞史超域的演譯，稱其為「迷住了」，並說她讓貝拉的每一種情感都敏銳地感受到喜悅、驚恐、焦慮、憂傷等，以及最重要的是沈默和堅定的決斷力。《每日鏡報》的馬克·亞當斯（Mark Adams）也給這部電影4/5顆星，他說：「《吸血新世紀》系列電影巧妙地將情節劇與超自然力量的驚險融為一體，儘管這部電影並非沒有其傻瓜時刻和一些對話傳遞了我們所期望的戲劇性和情感上高潮的對話。」他還讚賞了那個婚禮場景，稱它與姬絲汀·史超域的演出為「美麗上演」。其他來自《紐約時報》和《費城詢問報》的積極評論者說，對白改善整齣電影，整部電影都以其風格得以發揮，同時忠於原著及為該系列的中堅粉絲服務。MSN的娛樂評論家阿拉娜·奧康納（Alaina O'Connor）讚賞比爾·康頓，因他帶來了「某種視覺上的優雅，這有助於講述故事中一些較不合理的元素」，奧康納還認為這部電影在「研究愛德華和貝拉之間的關係」做得不錯，但在敘事方面則是比較弱。電影還被E!評為《2011年最佳影片》的第十名。《泰晤士高等教育增刊（Times Higher Education）》的威爾·布魯克指《破曉》具有女性主義元素，指它「顛覆了男性偷窺者與女性作為眼鏡的嵌入式電影的協定」，並且「缺乏對貝拉作為性對象的關注，這一點是明顯值得注意的」
相反地，《綜藝雜誌》的賈斯汀·張給電影一個負面評價，稱「令人失望的電影」；《荷里活報道》的陶德·麥卡錫也給電影一個負面評論，稱上集為「很臃腫」；《國際銀幕雜誌》的布倫特·西蒙稱電影為「沾滿肥皂的情節劇似的」；《衛報》的彼得·布拉德肖給電影1/5顆星，並將它稱為「情感輕歌劇（emo-operetta）」的下一階段，「在感傷興奮的新激流中掃我們而去」；《芝加哥太陽報》的羅渣·伊拔給電影2.5顆星，說它充滿很多懸而未決的問題，但姬絲汀·史超域所飾演的貝拉真是相當不錯；2011年的電視節目《電影...》的克勞迪婭·溫克爾曼對影片進行負評，說它是「極可笑的」；《滾石雜誌》的專欄作者彼得·崔維斯說，《暮光之城：破曉（上）》是暮光之城系列中最差的一部電影，他並認為泰勒·洛納看上去就像一個壞脾氣的5歲小孩；《時代雜誌》的瑪莉·波爾斯（Mary Pols）將其命名為「2011年十大最差電影之一」，說：「這個項目只是傳遞了肥皂劇水平的爆炸性的承諾，在緊密針織線數很高的被單中努力」，並得出結論：「這是最暮光之城系列電影中最血腥的一部，但不知怎麼的是最不流血的。」
電影也刻畫了一些對反墮胎主題的表揚與批評，《女士雜誌》博客的娜塔莉·威爾遜（Natalie Wilson）將她所看到小說中「潛在的墮胎訊息」，形容為「從女權主義者的角度來看有問題」，並發現這元素「在電影中有增加無減」，她引用羅莎莉使用「胎兒」一詞指責愛麗絲的場景。《大西洋雜誌》的理查德·勞森（Richard Lawson）說貝拉的懷孕是「史蒂芬妮·梅爾及導演比爾·康頓和編劇梅利莎·羅森堡同謀的敘事講台，他們提供了一個驚人的直接和毫不遮掩的反墮胎演說故事」，他補充指：「這裡似乎沒法避免故事中堅決地反對人工流產合法化的主題」，因此，「當體弱的貝拉選擇了一條真正道德之路時，這裡似乎沒法逃避這個故事堅定的反選擇主題，所以我們必須在貝拉響起憂鬱琴弦的時候坐下來和抱怨。」《獨立周刊》的尼爾·莫里斯（Neil Morris）表示，當貝拉拒絕中止懷孕，儘管她的生命可能取決於這決定，但這是徹底的拯救生命的一種主張。《Moviefone》的桑迪·安古洛·陳（Sandie Angulo Chen）形容電影的大量「漫長反墮胎的長辯論」，其中「貝拉說那是她的身體，她的選擇（用於反墮胎運動的術語），然而她的反墮胎決定是極端的，因為那嬰兒有能力並且將會殺了她。」相比之下，《天主教新聞社》的約翰·穆德里格（John Mulderig）讚賞「透過貝拉的罕有困境來傳達這強烈的反墮胎訊息」，他說：「它在流行娛樂過於頻繁的主題中，帶出一個受歡迎的對比物，從而把懷孕視為一種疾病，或是一種幾乎不能忍受的詛咒。」
電影編劇梅利莎·羅森堡接受《屏幕咆哮（Screen Rant）》的訪問時，她談到了電影中對反墮胎感知的訊息，她指出：「這個問題沒有違反我信念的方向，如果我找不到能通往我的信念的道路，我是不會寫這齣電影的（因為我對於這個話題我很坦率，我極支持反墮胎，我非常女權主義者，很主張男女平等的）。他們向我提供資料庫，但我仍然沒有。為了擁抱這個機會，我需要找到一個方法來解決它。我也無意違反史蒂芬妮·梅爾的信仰體系或是對方另一邊任何人的看法。」
2012年2月25日，電影獲得《金酸梅獎》的八項提名，包括：
- 最糟糕電影（Worst Picture）
- 最糟糕前傳／翻拍／翻錄或後傳（Worst Prequel, Remake, Rip-Off or Sequel）
- 最糟糕螢幕團隊（Worst Screen Ensemble）
- 最糟糕導演（Worst Director）：比爾·康頓
- 最糟糕劇本（Worst Screenplay）：梅利莎·羅森堡
- 最糟糕男主角（Worst Actor）：泰勒·洛納
- 最糟糕女主角（Worst Actress）：姬絲汀·史超域
- 最糟糕螢幕搭檔（Worst Screen Couple）：姬絲汀·史超域 與 羅拔·柏迪臣／姬絲汀·史超域 與 泰勒·洛納

最終，電影於所有類別的獎項都被《龍鳳黐孖J》擊敗。

### 健康問題
隨著電影發布一周後，分娩的場景出現觸發電影觀眾癲癇發作的事件。該場景的視覺效果牽涉到幾個紅色、白色及黑色脈動的燈光閃爍，產生類似頻閃燈（strobe light）的效果。據報，這種光敏性癲癇發作的報導出現於美國加州的薩克拉曼多（Sacramento）及 猶他州的鹽湖城。隨著事件以新聞的方式開始充斥不同的新聞網站，使人們意識到出席者會遇到的情況可能是由這個場景引致的，使人們意識到這健康問題。著名的漫畫家Jim Lee在網上平台Twitter表示，「我們11歲的兒子在放映分娩場景期間驚恐得真的吐了出來。那些在電影播映期間經歷癲癇發作的人，據報是完全健康的人。」